# Cleveland Cavaliers 2018-2019
La stagione 2018-2019 dei Cleveland Cavaliers è stata la 49ª stagione della franchigia nella NBA.
Per la prima volta dalla stagione 2013-2014, LeBron James non fa più parte del roster, avendo firmato con i Los Angeles Lakers, durante l'offseason come free agent.
Il 28 ottobre viene licenziato il capo allenatore Tyronn Lue dopo un inizio di stagione con sei partite perse su sei, venendo rimpiazzato dall'assistente allenatore Larry Drew, confermato capo allenatore il 5 novembre.

## Draft
| Giro | Scelta | Giocatore     | Ruolo | Nazionalità            | Università/Squadra |
| ---- | ------ | ------------- | ----- | ---------------------- | ------------------ |
| 1    | 8      | Collin Sexton | P     | Stati Uniti (bandiera) | Alabama Crim. Tide |

## Roster
| \| Pos. \| Num. \| Naz. \| Nome \| Altezza \| Peso \| Data nascita \| Provenienza \| \| ---- \| ---- \| ---- \| ----------------------- \| ------- \| ------ \| ------------ \| ---------------------------- \| \| G \| 1 \| \| Stauskas, Nik \| 198 cm \| 93 kg \| 07-10-1993 \| Michigan \| \| P \| 2 \| \| Sexton, Collin \| 188 cm \| 86 kg \| 14-01-1999 \| Alabama \| \| A \| 3 \| \| Chriss, Marquese \| 208 cm \| 109 kg \| 02-07-1997 \| Washington \| \| A \| 4 \| \| Blossomgame, Jaron (TW) \| 201 cm \| 100 kg \| 16-09-1993 \| Clemson \| \| AG \| 9 \| \| Frye, Channing \| 211 cm \| 116 kg \| 17-05-1983 \| Arizona \| \| G \| 12 \| \| Nwaba, David \| 193 cm \| 95 kg \| 14-01-1993 \| Cal Poly San Luis Obispo \| \| G \| 18 \| \| Dellavedova, Matthew \| 193 cm \| 91 kg \| 08-09-1990 \| Saint Mary's \| \| AG/C \| 0 \| \| Love, Kevin \| 205 cm \| 110 kg \| 07-09-1988 \| UCLA \| \| AP \| 16 \| \| Osman, Cedi \| 203 cm \| 88 kg \| 08-04-1995 \| Turchia \| \| P \| 20 \| \| Knight, Brandon \| 190 cm \| 88 kg \| 02-12-1991 \| Kentucky \| \| AG \| 31 \| \| Henson, John \| 211 cm \| 104 kg \| 28-12-1990 \| North Carolina \| \| G \| 5 \| \| Smith, J. R. \| 198 cm \| 100 kg \| 09-09-1985 \| Saint Benedict's Prep School \| \| AG/C \| 13 \| \| Thompson, Tristan \| 206 cm \| 108 kg \| 13-03-1991 \| Texas \| \| C \| 41 \| \| Žižić, Ante \| 211 cm \| 115 kg \| 04-01-1997 \| Croazia \| \| AG \| 22 \| \| Nance, Larry \| 206 cm \| 104 kg \| 01-01-1993 \| Wyoming \| \| P \| 8 \| \| Clarkson, Jordan \| 196 cm \| 88 kg \| 07-06-1992 \| Missouri \| \| AP \| 32 \| \| Adel, Deng (TW) \| 201 cm \| 91 kg \| 01-02-1997 \| Louisville \| | Allenatore - Larry Drew Assistente/i - Mike Longabardi - Dan Geriot - Mike Gerrity - Terry Nooner - Andrew Olson - James Posey Legenda - (C) Capitano - (FA) Free agent - (S) Sospeso - (TW) Contratto Two-way - (GL) Assegnato a squadra G League affiliata - Infortunato Roster • Transazioni · Ultima transazione: 11 febbraio 2019 |                                                 |                         |         |        |              |                              |
| Pos. | Num. | Naz.                                            | Nome                    | Altezza | Peso   | Data nascita | Provenienza                  |
| G | 1 | Canada (bandiera)                               | Stauskas, Nik           | 198 cm  | 93 kg  | 07-10-1993   | Michigan                     |
| P | 2 | Stati Uniti (bandiera)                          | Sexton, Collin          | 188 cm  | 86 kg  | 14-01-1999   | Alabama                      |
| A | 3 | Stati Uniti (bandiera)                          | Chriss, Marquese        | 208 cm  | 109 kg | 02-07-1997   | Washington                   |
| A | 4 | Stati Uniti (bandiera)                          | Blossomgame, Jaron (TW) | 201 cm  | 100 kg | 16-09-1993   | Clemson                      |
| AG | 9 | Stati Uniti (bandiera)                          | Frye, Channing          | 211 cm  | 116 kg | 17-05-1983   | Arizona                      |
| G | 12 | Stati Uniti (bandiera)                          | Nwaba, David            | 193 cm  | 95 kg  | 14-01-1993   | Cal Poly San Luis Obispo     |
| G | 18 | Australia (bandiera)                            | Dellavedova, Matthew    | 193 cm  | 91 kg  | 08-09-1990   | Saint Mary's                 |
| AG/C | 0 | Stati Uniti (bandiera)                          | Love, Kevin             | 205 cm  | 110 kg | 07-09-1988   | UCLA                         |
| AP | 16 | Turchia (bandiera)                              | Osman, Cedi             | 203 cm  | 88 kg  | 08-04-1995   | Turchia                      |
| P | 20 | Stati Uniti (bandiera)                          | Knight, Brandon         | 190 cm  | 88 kg  | 02-12-1991   | Kentucky                     |
| AG | 31 | Stati Uniti (bandiera)                          | Henson, John            | 211 cm  | 104 kg | 28-12-1990   | North Carolina               |
| G | 5 | Stati Uniti (bandiera)                          | Smith, J. R.            | 198 cm  | 100 kg | 09-09-1985   | Saint Benedict's Prep School |
| AG/C | 13 | Canada (bandiera)                               | Thompson, Tristan       | 206 cm  | 108 kg | 13-03-1991   | Texas                        |
| C | 41 | Croazia (bandiera)                              | Žižić, Ante             | 211 cm  | 115 kg | 04-01-1997   | Croazia                      |
| AG | 22 | Stati Uniti (bandiera)                          | Nance, Larry            | 206 cm  | 104 kg | 01-01-1993   | Wyoming                      |
| P | 8 | Stati Uniti (bandiera)                          | Clarkson, Jordan        | 196 cm  | 88 kg  | 07-06-1992   | Missouri                     |
| AP | 32 | Sudan del Sud (bandiera) · Australia (bandiera) | Adel, Deng (TW)         | 201 cm  | 91 kg  | 01-02-1997   | Louisville                   |

## Classifiche

### Central Division
| Central Division    | Central Division | Central Division | Central Division | Central Division | Central Division | Central Division | Central Division | Central Division |
| Squadra             | V                | S                | V%               | PR               | Casa             | Trasf            | Div              | PG               |
| ------------------- | ---------------- | ---------------- | ---------------- | ---------------- | ---------------- | ---------------- | ---------------- | ---------------- |
| z – Milwaukee Bucks | 60               | 22               | .732             | 0,0              | 33–8             | 27–14            | 14–2             | 82               |
| x – Indiana Pacers  | 48               | 34               | .585             | 12,0             | 29–12            | 19–22            | 11–5             | 82               |
| x – Detroit Pistons | 41               | 41               | .500             | 19,0             | 26–15            | 15–26            | 8–8              | 82               |
| Chicago Bulls       | 22               | 60               | .268             | 38,0             | 9–32             | 13–28            | 3–13             | 82               |
| Cleveland Cavaliers | 19               | 63               | .232             | 41,0             | 13–28            | 6–35             | 4–12             | 82               |

### Eastern Conference
| Eastern Conference | Eastern Conference     | Eastern Conference | Eastern Conference | Eastern Conference | Eastern Conference | Eastern Conference |
| #                  | Squadra                | V                  | S                  | V%                 | PR                 | PG                 |
| ------------------ | ---------------------- | ------------------ | ------------------ | ------------------ | ------------------ | ------------------ |
| 1                  | z – Milwaukee Bucks    | 60                 | 22                 | .732               | –                  | 82                 |
| 2                  | y – Toronto Raptors    | 58                 | 24                 | .707               | 2,0                | 82                 |
| 3                  | x – Philadelphia 76ers | 51                 | 31                 | .622               | 9,0                | 82                 |
| 4                  | x – Boston Celtics     | 49                 | 33                 | .598               | 11,0               | 82                 |
| 5                  | x – Indiana Pacers     | 48                 | 34                 | .585               | 12,0               | 82                 |
| 6                  | x – Brooklyn Nets      | 42                 | 40                 | .512               | 18,0               | 82                 |
| 7                  | y – Orlando Magic      | 42                 | 40                 | .512               | 18,0               | 82                 |
| 8                  | x – Detroit Pistons    | 41                 | 41                 | .500               | 19,0               | 82                 |
|                    |                        |                    |                    |                    |                    |                    |
| 9                  | Charlotte Hornets      | 39                 | 43                 | .476               | 21,0               | 82                 |
| 10                 | Miami Heat             | 39                 | 43                 | .476               | 21,0               | 82                 |
| 11                 | Wash. Wizards          | 32                 | 50                 | .390               | 28,0               | 82                 |
| 12                 | Atlanta Hawks          | 29                 | 53                 | .354               | 31,0               | 82                 |
| 13                 | Chicago Bulls          | 22                 | 60                 | .268               | 38,0               | 82                 |
| 14                 | Cleveland Cavaliers    | 19                 | 63                 | .232               | 41,0               | 82                 |
| 15                 | N.Y. Knicks            | 17                 | 65                 | .207               | 43,0               | 82                 |

## Mercato

### Free Agency

#### Prolungamenti contrattuali
| Giocatore   | Contratto             |
| ----------- | --------------------- |
| Rodney Hood | 1 anno - $2 milioni   |
| Kevin Love  | 4 anni - $120 milioni |

#### Acquisti
| Giocatore     | Contratto             | Provenienza    |
| ------------- | --------------------- | -------------- |
| Billy Preston | Contratto two-way     | Igokea         |
| Channing Frye | 1 anno - $2,4 milioni | L.A. Lakers    |
| David Nwaba   | 1 anno - $1,5 milioni | Chicago Bulls  |
| Patrick McCaw | 2 anni - $6 milioni   | G.S. Warriors  |
| Nik Stauskas  | 1 anno - $540,000     | Indiana Pacers |
| Deng Adel     | Contratto two-way     | Raptors 905    |

#### Cessioni
| Giocatore        | Motivo     | Nuova squadra    |
| ---------------- | ---------- | ---------------- |
| LeBron James     | Rilasciato | L.A. Lakers      |
| José Calderón    | Rilasciato | Detroit Pistons  |
| Jeff Green       | Rilasciato | Wash. Wizards    |
| London Perrantes | Tagliato   | Limoges CSP      |
| Kendrick Perkins | Tagliato   | -                |
| Andrew Harrison  | Tagliato   | N.O. Pelicans    |
| Okaro White      | Tagliato   | Long Island Nets |
| Patrick McCaw    | Tagliato   | Toronto Raptors  |
| Jalen Jones      | Tagliato   | Saski Baskonia   |

### Scambi
| 7 agosto 2018    | Cleveland Cavaliers Sam Dekker Draft right per Renaldas Seibutis (2007 #50) Cash considerations                                                                                                | L.A. Clippers Draft right per Uladzimir Verameenka (2006 #48)                                                                                              |
| 29 novembre 2018 | Cleveland Cavaliers Alec Burks Scelta 2º giro Draft 2020 Scelta 2º giro Draft 2021 (da Washington)                                                                                             | Utah Jazz Kyle Korver |
| 7 dicembre 2018  | Cleveland Cavaliers Matthew Dellavedova John Henson (da Milwaukee) Scelta 1º giro Draft 2021 (da Milwaukee) Scelta 2º giro Draft 2021 (da Milwaukee) Scelta 2º giro Draft 2022 (da Washington) | Milwaukee BucksGeorge Hill (da Cleveland) Jason Smith (da Washington) Scelta 2º giro Draft 2022 (di Washington da Cleveland)                               |
| 7 dicembre 2018  | Wash. Wizards Sam Dekker (da Cleveland) | |
| 3 febbraio 2019  | Cleveland Cavaliers Wade Baldwin Nik Stauskas Scelta 2º giro Draft 2021 Scelta 2º giro Draft 2023                                                                                              | Portland T. Blazers Rodney Hood |
| 7 febbraio 2019  | Cleveland Cavaliers Marquese Chriss (da Houston) Brandon Knight (da Houston) Scelta 1º giro Draft 2019 (da Houston) Scelta 2º giro Draft 2022 (da Houston)                                     | Houston RocketsWade Baldwin (da Cleveland) Iman Shumpert (da Sacramento) Nik Stauskas (da Cleveland) Scelta 2º giro Draft 2021 (di Milwaukee da Cleveland) |
| 7 febbraio 2019  | Sacramento Kings Alec Burks (da Cleveland) Scelta 2º giro Draft 2020 (da Houston) | |